# هليلج ميوليري
هليلج ميوليري (الاسم العلمي:Terminalia muelleri) هو نوع نباتي يتبع جنس الهليلج من الفصيلة القمبريطية.